# Snowboardtrick

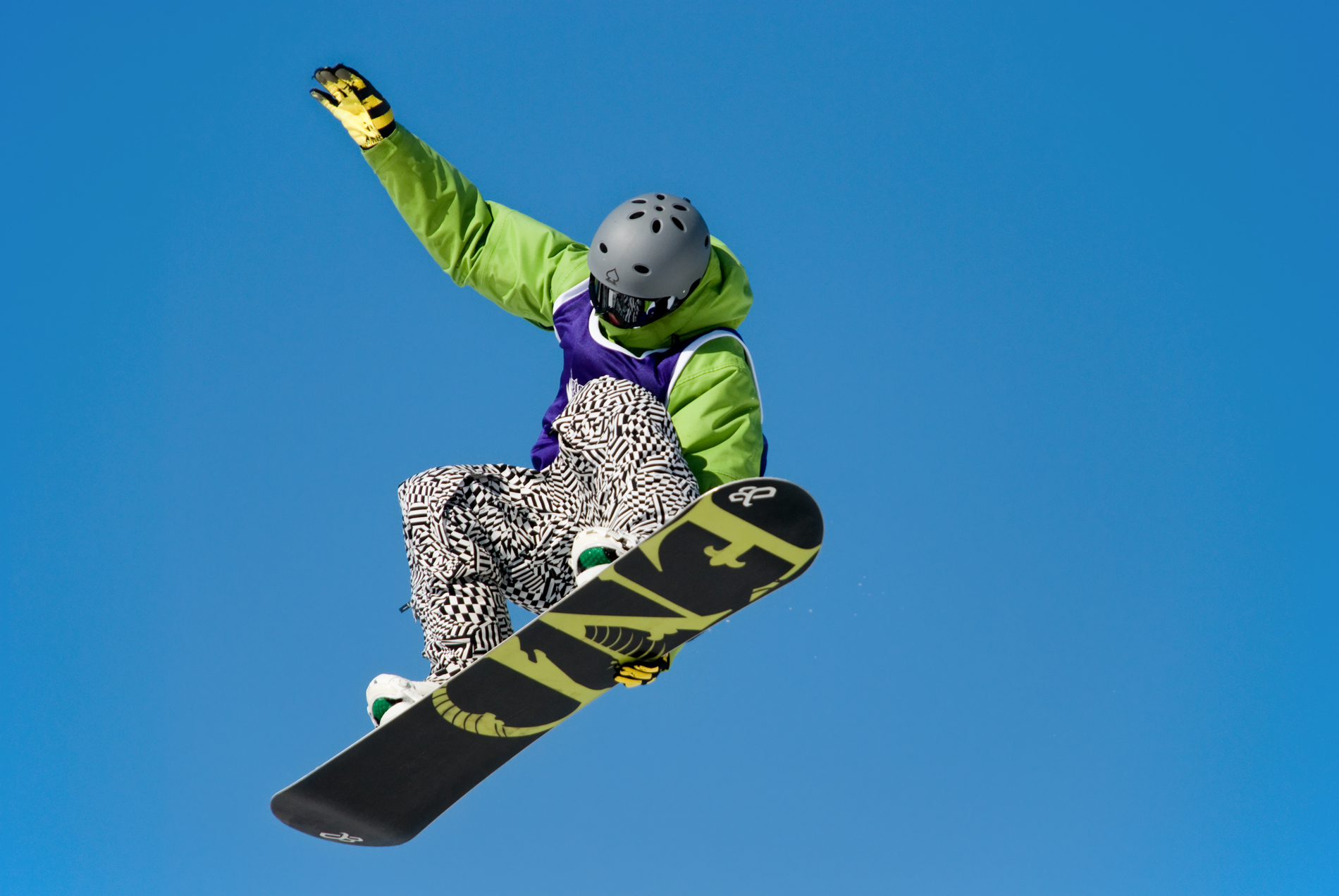
Snowboardtrick vid Shakedown 2008 i kanadensiska Saint-Sauveur.

Snowboardtrick är trick eller konster som görs av snowboardåkare. Tricken kan göras i slät skidbacke, på olika naturliga eller byggda hoppställen, på räcken (rails), i halfpipe eller på olika föremål som bänkar eller bord.
Tricken i halfpipe består vanligtvis av hopp upp i luften ovanför sidovallens kant kombinerat med rotationer, volter och olika handgrepp på brädan innan landning på samma sidovall som vid hoppets start. Tricken kan också bestå av att åkaren står på en hand på sidovallen kombinerat med rotation och handgrepp.
Vid tävlingar bedöms trickens svårighetsgrad och utförande. Rotationer i samband med trick gör det hela svårare.

## Vanliga snowboardtrick
Namn på några populära snowboardtrick:
Stalefish, Slob, Air (Mute, Backside och Frontside), Nosebone, Grab (Tail och Nose), Handplant, Flip (Haakon, Back, Front och Monkey) samt 180°, 360° och så vidare.
Tricken klassas i två kategorier:
- Oldschool – De trick som gjordes för många år sedan (exempelvis "Flying Squirrel Air", "Stalefish", "Spaghetti" och "Chicken Sallad").

- Newschool – Nyupptäckta och populära trick (till exempel "Dubble Rodeo", "Cabarellial" och "McTwist").